# 深圳广播电影电视集团
深圳廣播電影電視集團（英語：ShenZhen Media Group，SZMG，简称深广电）是一家以中国广东省深圳市为总部的官方传媒集团，於2004年6月28日正式掛牌成立，由原深圳電視台、深圳人民廣播電台和深圳電影製片廠、深圳市廣播電視傳輸中心等單位組建而成。
深圳广电集团及其下属龙岗电视中心（深圳东部传媒、现龙岗融媒）、宝安电视中心（深圳西部传媒、现宝安融媒）制作播出共17个电视频道和8个广播频率，包括一个在深圳巴士集团旗下公交车上及深圳地铁上装置的流动多媒体资讯系统（深圳广电集团移动电视频道），以及一个电视购物频道。深圳广电集团的电视讯号也在香港、中国大陆及海外华人地区落地。
深圳广电集团亦制作、发行影视剧，其中深圳广电集团参与制作电视剧画皮。
深圳广电集团控股经营的天威视讯股份有限公司，负责深圳地区的有线电视讯号传送，也提供光纤宽带的因特网接入服务（ISP）。

## 台标
台标启用于1993年7月11日，台标的S形代表深（shēn）的拼音首字母，反向的Z形代表圳（zhèn）的拼音首字母。标志中的三条线条最初为代表电视图像信号的三原色红、绿、蓝，下标深圳台X字样。
2001年改为单色台标，格式为“白色S台标+普通字体的SZTV-X”。
2004年，深圳卫视上星初期为红色台标，右侧是随和书画字体的'z'深圳'z'两字（上星前同其他频道一样是“白色S台标+普通字体的SZTV-X”），一段时间后变回原样，即“白色S台标+普通字体的深圳两字”，其他频道亦一同变成“白色S台标+普通字体的频道名称”。
2010年深圳卫视国内版台标增加卫视两字。
2017年12月8日凌晨，深圳广电集团旗下电视频道（区镇台于之后陆续跟进，蛇口台除外）全台更换台标，为现用的白色丝状台标基础上嵌入粉红色卡状矩形式，在台标底侧写入频道名称，并加入不断环绕转动高亮的光晕动态效果。其中深圳卫视的台标标注文字依然是深圳卫视四字（国内版）和深圳两字（国际版）。而其他频道方面，当频道名称为两字时，会在原标注名称基础上加上频道两字。
2022年7月，由宝安区传媒中心（宝安融媒）运营的两条电视频道更换独立台标。

## 历史与发展

### 电视业务
深圳广电集团电视业务是集团的最主要业务，起源自于1984年1月1日开始试播的深圳电视台（英语：Television Station of Shenzhen 简称：深视、SZTV）与1994年1月成立的深圳有线广播电视台。

#### 早期历史

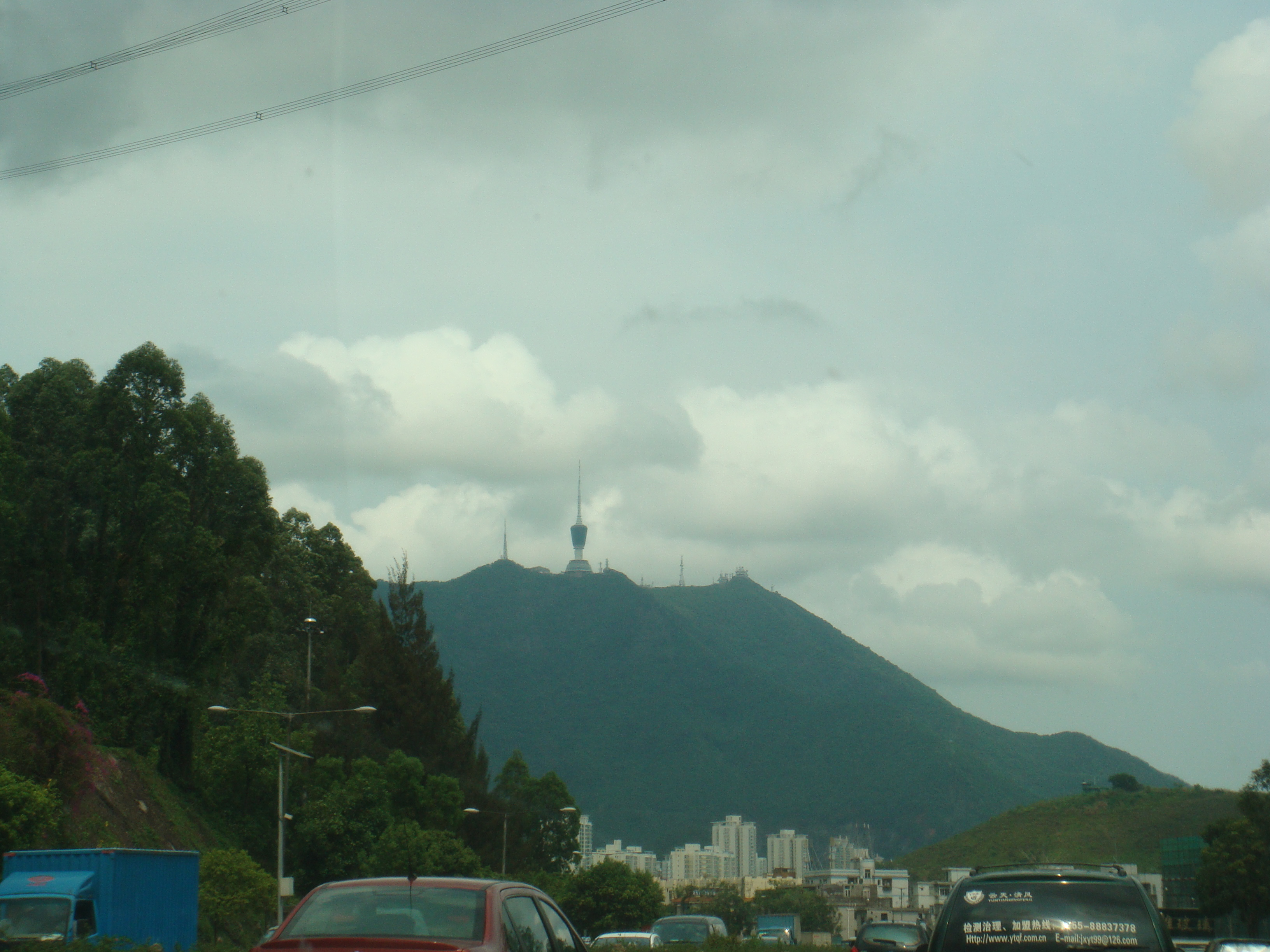
由罗沙公路望向梧桐山，山顶建筑即为梧桐山广播电视发射塔

在深圳经济特区成立前，深圳尚未建立本地电视台，但由于深圳毗邻香港，有民众使用鱼骨天线接收香港电视节目的讯号。1978年5月，宝安县（即现在的深圳市）决定在梧桐山建立宝安电视转播台，转播站定在小梧桐山，海拔660米，塔高64米。1980年3月1日，转播台建成，启用十频道300瓦发射机转播广东电视台二频道的节目。1981年10月1日，该转播台改用10千瓦发射机转播:243。
经济特区成立后，1982年8月19日，中华人民共和国广播电影电视部批准建立深圳电视台，1983年初，中共深圳市委宣传部开始筹建深圳电视台，并于1984年1月1日开始使用10频道试播电视节目。但因为其节目播出时间与深圳广播电视大学的远距教育课程相冲突，深圳电视台调整了其播出时间:243。
同年11月1日，深圳电视台启用由法国引进的10千瓦UHF电视发射机，自办节目又改为由33频道播出（深视一套，即现在的都市频道）。每周二、四、六、日晚上7时至10时播出自办节目，一、三、五晚上转播广东电视台十四频道（即广东电视台珠江频道）节目，每天播出时间4小时。当时该频道的自办节目有新闻、专题、电视剧、电影、广告、外汇牌价等。该转播安排持续至90年代改用21频道全天候转播珠江频道为止。
1993年5月1日，位於深圳怡景路的深圳广播电视大厦（现为怡景动漫基地）落成投入使用。同年，宝安广播电视台成立，开播宝安广播电视台新闻综合频道（即现在的深圳广电集团宝安频道）。
1994年1月，深圳有线广播电视台成立，开播4个自办频道（包括新闻综合频道、影视频道、体育频道、财经信息频道），转播30多个有线电视频道。同年深圳电视台48频道开播（深视二套，即现在的电视剧频道）。
1995年、1996年，深圳有线广播电视台教育频道、购物频道开播。
1997年，深圳市廣播電視傳輸中心成立。
2002年3月19日，深圳有线广播电视台正式并入深圳电视台，同时启用白色丝状台标。同年，深圳电视台48频道改名电视剧频道（即现在的深圳广电集团电视剧频道），深圳电视台33频道改名新闻综合频道（即现在的深圳广电集团都市频道）。同年原有线电视图文、影视、体育、教育、购物、财经信息频道分别改为纪实、影视文艺、体育休闲、科教生活、都市粤语综合频道、财经频道（即现在的深圳卫视）。

#### 集团成立及之后发展

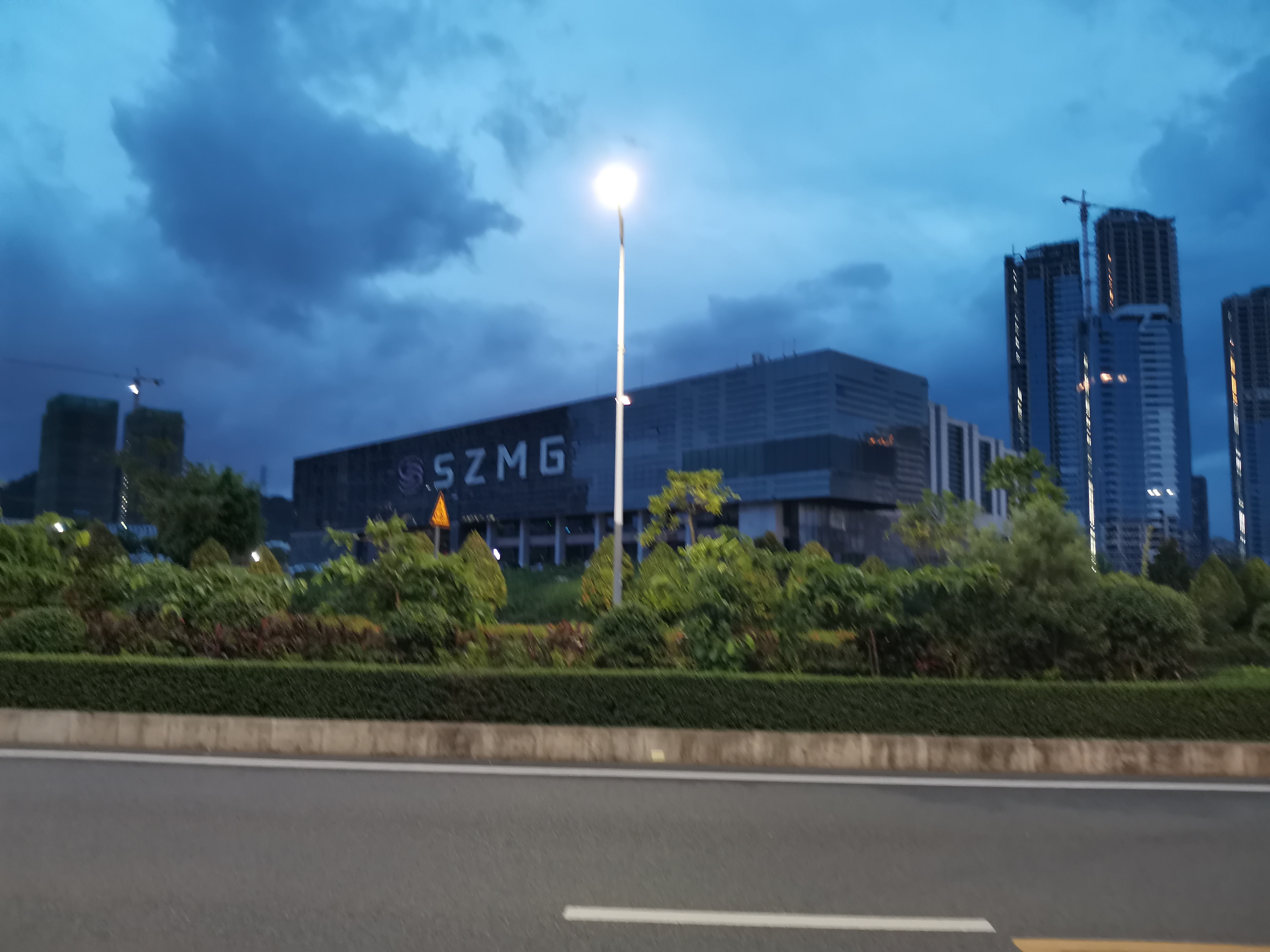
深圳广电集团龙岗基地

2004年5月28日，深圳卫视于深圳天威有线电视播出。同年6月28日，深圳廣播電影電視集團正式掛牌成立，集团由深圳电视台、深圳广播电台、深圳电影制片厂、天威视讯股份有限公司传输中心（有线电视网络）、各区镇广播电视机构（包括龙岗广播电视台及宝安广播电视台）和其他广播影视企事业单位共同组建而成。同年12月，深圳卫视开始上星播出，深圳广电集团移动电视频道开播，并在新开通的深圳地铁1号线列车上设置的移动电视系统中播出。
2005年，深圳电视台新闻综合频道改名都市频道（即现在的深圳广电集团都市频道）。同年，深圳电视台纪实、影视文艺、体育休闲、科教生活、都市粤语综合频道分别改为财经生活、娱乐、体育健康、少儿、公共粤语综合频道。同年，原深圳电视台財经频道（深视八套）改为深圳卫视，与原有国內上星版同步播出，並取代原本在天威有线电视播出的版本。同年5月，属下子公司深圳移动视讯公司和深圳巴士集团签约，在巴士集团旗下80辆公交车上安装移动电视系统，接收由深圳广电集团移动电视频道播送的新闻、娱乐节目以及广告。首先安装该系统的线路是10路、11路及15路。
2006年5月，深圳廣電集團对深圳市龙岗区、盐田区、宝安区三个区级电视机构（龙岗广播电视台、盐田广播电视台、宝安广播电视台）进行合并改制，并正式开始对这三个区的有线数字电视转换。之后在宝安区挂牌成立了宝安广电中心与深圳市天宝广播电视网络有限公司（天宝广播电视网络），在龙岗区挂牌成立了龙岗广电中心与深圳市天隆广播电视网络有限公司（天隆广播电视网络）。
2007年12月29日，深圳廣電集團在光明新区设立深圳市天明广播电视网络有限公司（天明广播电视网络），以促进光明新区的有线数字电视转换。
2007年9月28日，深圳广电集团DV生活频道正式开播，是中国第一个也是唯一一个播放DV作品的专业频道。DV生活频道以播放DV作品为主，是一个24小时数字付费频道。惟该频道已于2021年4月29日终止广播。
2007年10月12日，深圳數碼地面電視廣播信号正式开播，深圳成为中国第一个正式执行中国国家地面电视标准DTMB的城市。自此，深圳地区观众可通过地面免费数字电视收看深圳广电集团的深圳卫视、都市、电视剧、公共、财经生活、娱乐、体育健康、少儿及移动频道。
2008年3月28日，深圳广电集团宜和购物频道开播，由深圳宜和股份有限公司提供商品服务、客户服务和运输服务。
2012年6月1日，深圳全市有线电视网络整合基本完成。同月天宝和天隆两家广播电视网络公司开始以派生分立的形式分别设立西部传媒和东部传媒，并将原关外地区电视频道（宝安频道、龙岗频道、西部频道、东部频道、坪山资讯频道）资产和业务剥离到新设公司，从而完成原特区外的“台网分离”。
2014年6月5日，集团属下子公司天威视讯完成对原特区外三家有线电视网络公司（天宝广播电视网络、天隆广播电视网络、天明广播电视网络）的全资收购工作，至此深圳市（除蛇口工业区以外）有线电视网络得以统一并网运营。
2014年7月1日，深圳广电集团西部频道开播，由深圳广电集团宝安传媒中心负责节目制播和广播。开播时每天播出18小时的节目。(原宝安2套)2015年改名龙华频道。
2014年11月8日，深圳广电集团法治沙头角频道开播，每天24小时播出与法治相关的新闻杂志、电视剧等节目。该频道于2015年11月改名法治频道。此频道因“技术性原因”于2016年9月16日凌晨1点57分停播，实际上该频道未获得广电总局批准而擅自开播，属于非法开播频道而被叫停。
2015年5月13日，深圳广电融合新闻中心启用。深圳卫视的新闻资讯类节目于即日起在该中心制作播出。
2017年12月8日凌晨，深圳广电集团旗下电视频道统一更换台标，为现用的白色丝状台标基础上嵌入粉红色卡状矩形式，在台标底侧写入频道名称。
2018年1月15日起，深圳广电集团财经生活频道开启财经股市直播时段，交易日时段与上海广播电视台第一财经电视频道并机直播股市交易节目。
2019年4月29日，深圳广电集团成立四大中心及九个工作室，以实现集团的进一步改革，管理模式也由“频道制”转换为“中心制”。其四大中心包括卫视中心、融媒体中心、广播中心和专业频道运营中心，其中卫视中心管理深圳卫视与深圳卫视国际频道；融媒体中心下设时政新闻中心、民生节目中心、区域新闻中心、新媒体中心、影视剧和节目编排中心、广告运营中心共六个二级中心；广播中心则统一管理集团旗下4个广播频率（不包括宝安传媒中心、龙岗传媒中心运营的频率）；专业频道运营中心则管理娱乐、财经、少儿和体育健康4个专业频道。
2024年1月1日，深圳广电集团公共频道、娱乐频道同步播出都市频道和少儿频道节目和内容，原公共频道自办的粤语新闻节目《新闻广场》、《18点新闻》，娱乐频道的《城市发现》、《为爱大作战》已取消。这两个频道后于2024年8月10日起停播。
2025年5月20日，深圳广电集团发布《打造具有国际影响力、全国一流的数智化传媒文化集团工作方案》，提出计划在2025年年内关停财经生活频道、体育健康频道2个电视频道及AM1287（生活广播）中波频率1个广播频率，壹深圳、直新闻、深爱听三大客户端整合为“第一现场”客户端。

### 电台业务
深圳广电集团电台业务是集团的另一主要业务，起源自于1986年10月12日开播的深圳人民广播电台（简称深圳广播电台或深圳电台）。
1986年10月12日，深圳广播电台开播，当时只有FM89.8一个频率（即现在的先锋898新闻频率）。
1994年12月28日，深圳经济广播电台正式开播，频率为FM 97.1（即现在的飞扬971音乐频率）。
1996年1月29日，深圳广播电台改呼号为“深圳广播电台第一台”，深圳经济广播电台改呼号为“深圳广播电台第二台”。
1999年5月10日，深圳广播电台第三台正式开播，频率为AM 1287（即现在的快乐1062交通频率）。
2000年3月8日，按国家广播电影电视总局规定，深圳广播电台第一至三台对外呼号分別改为“深圳人民广播电台第一套节目”、“深圳人民广播电台第二套节目”與“深圳人民广播电台第三套节目”。
2001年，深圳广播电台第二套节目正式更名为深圳广播电台音乐频率，呼号为飞扬971。
2004年6月28日，深圳广播电台及各区镇（蛇口镇除外）广播电视机构被并入深圳廣播電影電視集團。
2005年4月28日凌晨三点，深圳广播电台三套频率正式从位于鹏程一路1号的深圳广播电影电视集团大厦14楼新直播室播出。
2007年6月18日，深圳广播电台生活942生活频率正式开播，频率为FM 94.2。
2013年10月20日，深圳广电集团动听102（数字音乐台）广播频率开播，频率为FM 102.0。
2016年10月1日，深圳广电集团动听102（数字音乐台）结束播音，改为转播飞扬971音乐频率节目内容直至2018年因频率未备案停播。
2019年4月29日，深圳广电集团成立广播中心，整合新闻频率、交通广播（含生活频率）、音乐频率，统筹4个广播频率的内容生产和运营管理。
2024年3月20日，深圳广电集团旗下广播融媒体中心4个广播频率进行全面大改版，生活频率改版后从交通广播转移至音乐频率进行统一管理。
2025年5月20日，配合深圳广电集团系统性变革，广播融媒体中心四个频率与专业频道运营中心少儿频道整合为民生服务传播中心。统一管理少儿频道与广播四个频率，积极链接城市各方面资源，聚焦车载收听与“一老一小”开展民生服务、健康教育、娱乐生活等业务，更好履行城市公共文化服务职能。

### 影视剧业务
深圳广电集团影视剧业务由深圳电影制片厂有限公司（简称：深影）负责经营，起源自1985年1月成立的深圳影业公司，1998年改名深圳电影制片厂，
1985年1月，深圳影业公司正式开业，成为中国第一家拥有海外发行权的电影制片公司。该公司系深圳市直属国有企业，经济上实行独立核算、自负盈亏，当时地址为深圳市深南中路统建大厦2座5层。
1991年年底，深圳影业公司由企业改为事业单位，但实行企业化管理。1998年5月，深圳影业公司更名为深圳电影制片厂。
1984—1998年，袁小平、宋文夫、马渝民、徐祥炼先后出任深圳影业公司总经理；1998年，宋乐群出任深圳电影制片厂厂长。
至2000年，深影在职职工35人，已摄制电影54部，其中以1985年由张良导演的电影《少年犯》最有影响力。
2004年深圳广电集团成立之后改为现名。

## 频道列表

### 电视频道
深圳广播电影电视集团的电视频道源于1984年开播的深圳电视台，经过三十多年的发展，目前已开办17个电视频道，播出包括新闻、财经、社会、生活、体育、综艺、电视剧、电影在内的多种节目。在2004年6月28日深圳广电集团成立前，深圳市的电视服务由深圳电视台、深圳有线广播电视台及各区、镇广播电视机构提供。目前，深圳广电集团的电视服务除通过有线电视网络、地面数字电视覆盖深圳全境外，也在中国大部分城市的有线电视网、香港地面数码电视系统落地，并通过卫星覆盖亚洲，还借助长城平台覆盖世界各地。
在深圳市无线地波方面，深圳卫视、都市频道以数字1080i格式在474兆赫，电视剧频道以数字1080i格式在562兆赫，财经生活、体育健康、少儿频道以数字576i4:3格式在506兆赫，两个移动电视频道以数字576i4:3格式在666兆赫于梧桐山发射站以无线电波进行广播。
深圳广电集团的电视节目制作按频道分拆给卫视中心、新闻中心、民生服务传播中心及深圳广电国际传播中心经营，各中心又分为多个节目组。各节目组制作电视节目，并由广播电视传输中心及各区、镇广播电视中心播出。其中：
- 深圳卫视（国内版及国际版）、都市频道、电视剧频道、体育健康频道、少儿频道节目制作部隶属于深圳广电集团本部，具体情况如下：
  - 深圳卫视（国内版及国际版）的新闻节目归新闻中心负责制作，直播港澳台、正午看天下等节目归深圳广电下属的国际传播中心制作，电视剧的编播由影视剧和节目编排中心负责，综艺节目归卫视中心负责制作；
  - 都市频道的大部分新闻及专题节目归新闻中心制作，部分由时政新闻中心负责制作，电视剧的编播由影视剧和节目编排中心负责；
  - 电视剧频道的编播由新闻中心下属的影视剧和节目编排中心负责；
  - 少儿频道的节目由民生服务传播中心负责制作（其中花朵文化传媒有限公司为深圳少儿频道的一体化运营公司）；
  - 体育健康频道的节目由卫视中心负责制作；
- 财经生活频道的节目由集团子公司环球财经传媒有限责任公司制作，频道运营由卫视中心负责，《食客准备》由卫视中心制作；
- 宜和购物频道的节目由集团子公司深圳宜和股份有限公司负责制作；
- 移动电视频道的节目由集团子公司深圳移动视讯有限公司负责制作；
- 宝安频道、宝安第一课频道由宝安广播电视中心（宝安融媒）负责节目制作和播出；
- 龙岗频道、东部频道、众创TV由龙岗广播电视中心（龙岗融媒）负责节目制作和播出。

以下为深圳广电集团及其附属机构播出的电视频道。
| 頻道名稱         | 语言         | 广播格式                                  | 啟播時間 | 频道前身                                                                                                | 備註                                                                                       |
| 深圳卫视         | 普通話       | SD: PAL 576i 16:9 HD: 1080i 4K UHD: 2160p | 标清版：2004年5月28日 高标清数模同播：2009年9月28日 高标清16:9同播：2018年12月7日 4K超高清版：2025年6月28日 | 深圳有线广播电视台财经信息频道 深圳电视台财经频道                                                       | 普通话全国上星综合频道。                                                                   |
| 深圳卫视国际频道 | 普通話、粤语 | SD: PAL 576i 16:9                         | 标清版：2004年5月28日 标清16:9：2019年1月1日                                                                | | 深圳卫视的国际版本。                                                                       |
| 都市频道         | 普通話       | SD: PAL 576i 16:9 HD: 1080i               | 标清版：1984年1月1日 高标清数模同播：2014年 高标清16:9同播：2016年12月30日                                  | 宝安电视转播台 深圳电视台33频道 深圳电视台新闻综合频道                                                  | 普通话深圳本土化综合频道。                                                                 |
| 电视剧频道       | 普通話       | SD: PAL 576i 16:9 HD: 1080i               | 标清版：1994年 高标清数模同播：2014年 高标清16:9同播：2016年12月30日                                        | 深圳电视台48频道                                                                                        | 普通话深圳本土化影视剧频道。                                                               |
| 财经生活频道     | 普通話       | SD: PAL 576i 16:9 HD: 1080i               | 标清版：1994年 高标清16:9同播：2018年12月7日                                                                | 深圳有线广播电视台新闻综合频道 深圳有线广播电视台新闻频道 深圳有线广播电视台图文频道 深圳电视台纪实频道 | 普通话财经资讯、生活服务频道； 交易日时段转播第一财经股市节目。                            |
| 体育健康频道     | 普通話       | SD: PAL 576i 16:9 HD: 1080i               | 标清版：1994年 高标清数模同播：2014年 高标清16:9同播：2017年8月11日                                         | 深圳有线广播电视台体育频道 深圳电视台体育休闲频道                                                       | 普通话体育、娱乐频道。 体育休闲频道时期曾使用“运动无止境，生命更精彩”口号。                |
| 少儿频道         | 普通話       | SD: PAL 576i 16:9 HD: 1080i               | 标清版：1995年 高标清16:9同播：2018年                                                                       | 深圳有线广播电视台教育频道 深圳电视台科教生活频道                                                       | 普通话儿童频道。                                                                           |
| 宜和购物频道     | 普通話       | SD: PAL 576i 16:9 HD: 1080i               | 标清版：2008年 高标清16:9同播：2019年1月1日                                                                 | | 全广东省覆盖的电视购物频道（广州、清远、潮州市除外）。 宜和购物官网 （页面存档备份，存于） |
| 移动电视         | 普通話       | SD: PAL 576i 16:9                         | 标清版：2004年 高标清16:9同播：2024年8月29日                                                                | | 普通话流动多媒体资讯系统，分为地铁、公交版本。                                             |
| 宝安频道         | 普通話       | SD: PAL 576i 16:9 HD: 1080i               | 标清版：1993年                                                                                              | 宝安电视台新闻综合频道                                                                                  | 由宝安区传媒中心（西部传媒公司）经营。                                                     |
| 宝安第一课频道   | 普通話       | SD: PAL 576i 16:9 HD: 1080i               | 标清版：2014年7月1日                                                                                        | 宝安电视台影视剧频道 深圳广电集团西部频道 深圳广电集团龙华频道                                          | 2020年1月1日改制为第一课频道。                                                             |
| 龙岗频道         | 普通話       | SD: PAL 576i 16:9 HD: 1080i               | 标清版：不详                                                                                                | 龙岗电视台新闻综合频道 龙岗电视台一套                                                                   | 由龙岗区传媒中心（东部传媒公司）经营。                                                     |
| 东部频道         | 普通話       | SD: PAL 576i 16:9 HD: 1080i               | 标清版：不详                                                                                                | 龙岗电视台影视文艺频道 龙岗电视台二套                                                                   | 由龙岗区传媒中心（东部传媒公司）经营。                                                     |
| 众创TV           | 普通話       | SD: PAL 576i 16:9 HD: 1080i               | 标清版：不详                                                                                                | 龙岗电视台电影频道 龙岗电视台三套                                                                       | 由龙岗区传媒中心（东部传媒公司）经营。                                                     |

1. 深圳市另有一家蛇口电视台，并不归深圳广播电影电视集团负责[33]。

#### 停播频道
- 娱乐频道：1994年开播，前身深圳有线广播电视台影视频道、深圳电视台影视文艺频道、深圳电视台娱乐时尚频道、深圳电视台娱乐生活频道，2023年初与少儿频道合并为少儿（娱乐）整合频道部门，2024年1月1日起同步播出少儿频道节目和内容，2024年8月10日停播。
- 公共频道：1996年开播，前身深圳有线广播电视台购物频道、深圳电视台都市粤语综合频道、深圳电视台公共粤语综合频道，2024年1月1日起同步播出都市频道节目和内容，2024年8月10日停播。
- 法治频道：前身为深圳法治沙头角频道，2014年11月8日开播，2016年9月16日因“技术性问题”而停播，实际上该频道未获得广电总局批准而擅自开播，属于非法开播频道而被叫停，部分节目转移至都市频道继续播出。
- DV生活频道：数字付费频道，2007年9月28日开播，是中国第一个播放DV作品为主的专业综合电视频道，2021年4月29日停播。

### 广播频道
深圳广播电影电视集团的广播频道源于1986年10月12日开播的深圳人民广播电台。目前深圳广电集团民生服务传播中心及其下属龙岗、宝安广电中心（龙岗融媒、宝安融媒）共拥有7个FM广播频率，并通过梧桐山广播电视塔向全市及邻近地区播出。
深圳广电集团飞扬971频率的电台节目《夜空不寂寞》曾在深圳保持了15年的最高收听率纪录，其主持人胡晓梅被誉为“中国南方的广播奇迹”。
| 頻道名稱     | 语言   | 频道频率      | 啟播時間       | 頻道呼號          | 频道定位                 | 備註                                                                              |
| 新闻广播     | 普通话 | AM900 FM89.8  | 1986年10月12日 | 先锋898           | 普通话24小时综合广播频率 | 由民生服务传播中心新闻频率经营                                                    |
| 宝安交通广播 | 普通话 | FM90.5        | 2019年3月22日  | 宝安905           | 普通话地方交通广播频率   | 由宝安广播电视中心（宝安融媒）经营                                                |
| 生活广播     | 普通话 | AM1287 FM94.2 | 2007年6月18日  | 生活942           | 普通话生活广播频率       | 2024年3月20日之前为民生服务传播中心交通广播经营，现由民生服务传播中心音乐频率经营 |
| 音乐广播     | 普通话 | FM97.1        | 1994年12月28日 | 飞扬971           | 普通话音乐广播频率       | 由民生服务传播中心音乐频率经营                                                    |
| 龙岗广播     | 普通话 | FM99.1        |                | 龙岗991           | 普通话地方综合广播频率   | 由龙岗广播电视中心（龙岗融媒）经营                                                |
| 湾区之声     | 普通话 | FM104.3       |                | 青工广播 湾区1043 | 普通话地方综合广播频率   | 由宝安广播电视中心（宝安融媒）经营                                                |
| 交通广播     | 普通话 | FM106.2       | 1999年5月10日  | 快乐1062          | 普通话交通资讯广播频率   | 由民生服务传播中心交通广播经营                                                    |